# Cantonul Bénévent-l'Abbaye
Cantonul Bénévent-l'Abbaye este un canton din arondismentul Guéret, departamentul Creuse, regiunea Limousin, Franța.

## Comune
| Comune                | Populație (1999) | Cod poștal | Cod INSEE |
| --------------------- | ---------------- | ---------- | --------- |
| Arrènes               | 221              | 23210      | 23006     |
| Augères               | 138              | 23210      | 23010     |
| Aulon                 | 174              | 23210      | 23011     |
| Azat-Châtenet         | 132              | 23210      | 23014     |
| Bénévent-l'Abbaye     | 855              | 23210      | 23021     |
| Ceyroux               | 123              | 23210      | 23042     |
| Châtelus-le-Marcheix  | 364              | 23430      | 23056     |
| Marsac                | 721              | 23210      | 23124     |
| Mourioux-Vieilleville | 584              | 23210      | 23137     |
| Saint-Goussaud        | 209              | 23430      | 23200     |